# Sainte-Livrade-sur-Lot
Sainte-Livrade-sur-Lot (of Santa Liorada d'Olt in het Occitaans) is een gemeente in het Franse departement Lot-et-Garonne (regio Nouvelle-Aquitaine). De gemeente telde 6.518 inwoners op 1 januari 2022.

## Geografie
De gemeente is gelegen in de vallei van de Lot (op een dertig kilometer van de samenvloeiing met de Garonne), op een tiental kilometer van Villeneuve-sur-Lot. De oppervlakte van Sainte-Livrade-sur-Lot bedroeg op 1 januari 2022 30,94 vierkante kilometer; de bevolkingsdichtheid was toen 210,7 inwoners per km².
De onderstaande kaart toont de ligging van Sainte-Livrade-sur-Lot met de belangrijkste infrastructuur en aangrenzende gemeenten.

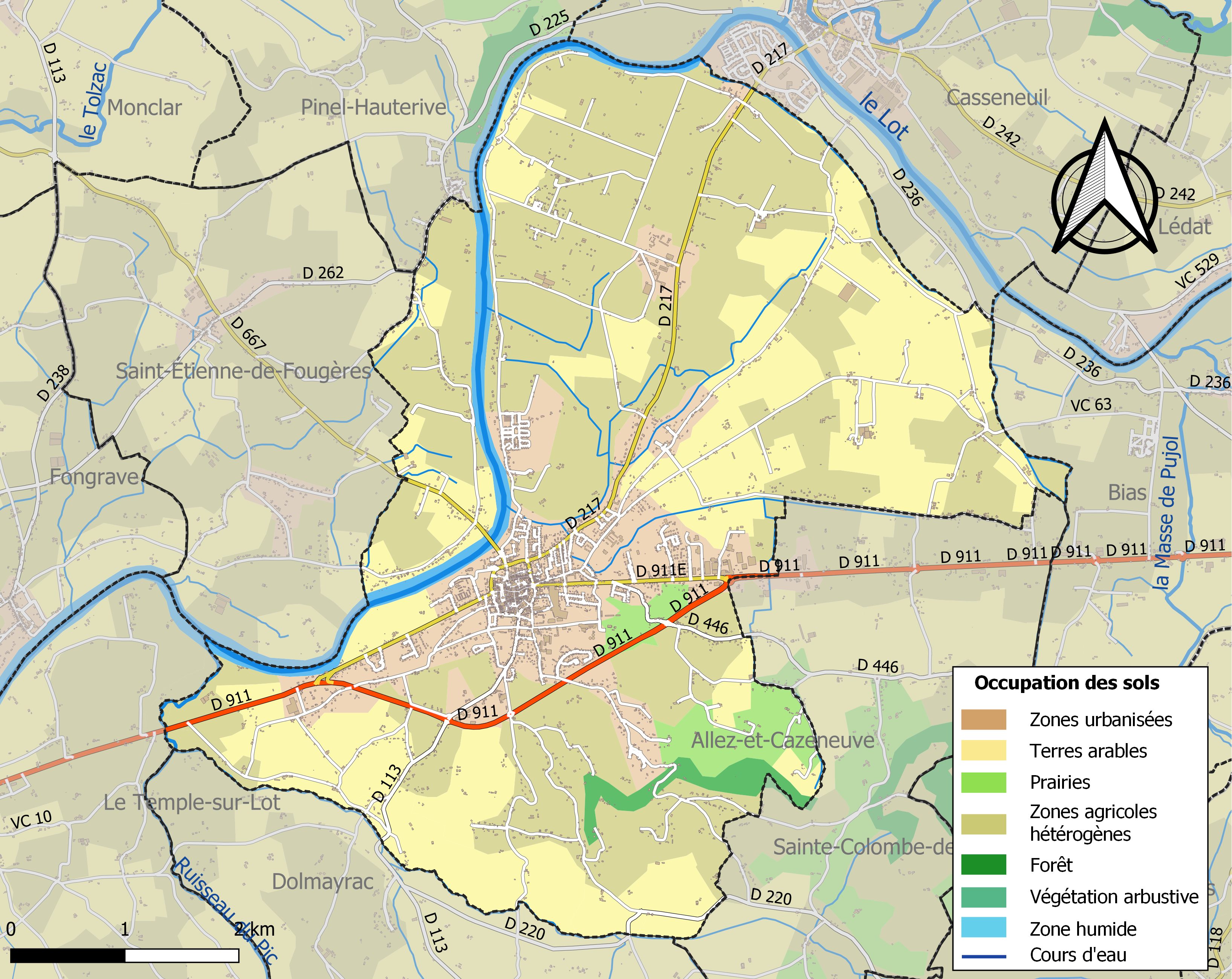

## Geschiedenis
1117 was hier een kapittel dat de regel van Benedictus aannam en zich onder de benedictijner Abdij van La-Chaise-Dieu plaatste. Het klooster kwam hiermee in conflict met het bisdom Agen over de voogdij van de parochies die bediend werden vanuit de priorij. Pas in 1242 werd hierover een vergelijk gevonden.
In 1269 werd de plaats gesticht als bastide met de Occitaanse benaming Santa Liorada d'Olt. Met het Edict van Villers-Cotterêts van 1539 dat de Franse taal (langue d'Oil) als enige standaardtaal vaststelde werd Santa Liorada d'Olt omgevormd tot Sainte-Livrade-d'Agenais of Sainte-Livrade. In december 1919 werd om verwarring te vermijden met andere dorpen de benaming "-sur-Lot" toegevoegd zodat de volledige officiële naam Sainte-Livrade-sur-Lot werd.
Al voor 1271 was de stad ommuurd en werd ze bestuurd door een gemeenteraad en vier consuls. Rond 1300 was de stad gegroeid richting het zuiden en het westen voorbij de eerste stadsmuur en werd een tweede muur gebouwd. De stad kende veel oorlogsgeweld tijdens de Honderdjarige Oorlog.
In 1560 en 1569 waren protestantse predikers aanwezig in de stad en werden de priorij en de kerk Sainte-Livrade vernield. In 1630 werd de streek getroffen door hongernood die veel doden maakte. In de 17e eeuw werd in het kader van de contrareformatie de priorij opnieuw opgericht vanuit de Abdij van La-Chaise-Dieu, nu in handen van de mauristen. Er kwamen ook andere kloosters in de stad. 
Deze kloosters verdwenen na de Franse Revolutie en vanaf 1793 werd de stadsmuur afgebroken. In de loop van de 19e kwam de spoorweg en werd een brug over de Lot gebouwd.

## Demografie

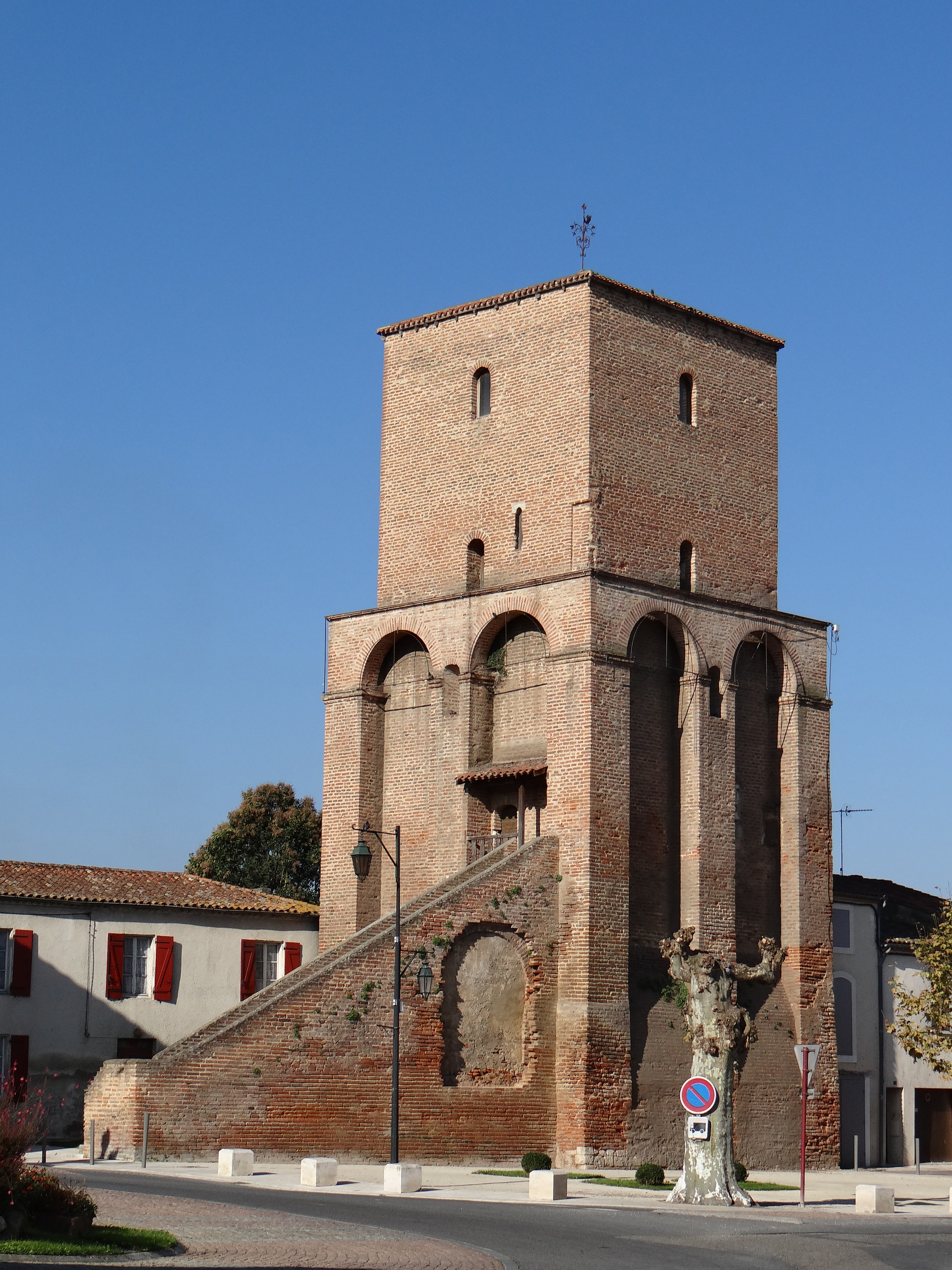
Tour du Roi

In de 19e eeuw was er een bevolkingsafname: van 3.209 inwoners in 1841 naar 2.565 in 1898. Sainte-Livrade is in de loop van de 20e eeuw een multiculturele stad geworden door de komst van immigranten:
- Italianen die op de vlucht waren voor de armoede of het fascisme van Mussolini in de jaren 1920-1930;
- Spanjaarden op de vlucht voor de Spaanse Burgeroorlog en daarna het regime van Francisco Franco tijdens de jaren 1930, 1940 en 1950;
- Portugezen op de vlucht voor de armoede of het fascistisch regime van Salazar in de jaren 1950-1960;
- Franse kolonialen uit de Unie van Indochina in 1955 en 1956;
- Fransen kolonialen uit Algerije gerepatrieerd in 1962 en 1963;
- werkkrachten geëmigreerd van de Maghreb in de jaren 1970-1990.

Onderstaande figuur toont het verloop van het inwonertal (bron: INSEE-tellingen).

## Belangrijke personen uit de gemeente
- Bernard Del Garn (1285-1328), kardinaal en lid van het Heilige College van Avignon
- Jean Baptiste d'Aurière (1741-1797), militair
- Alphonse Loubat (1799-1866), ontwerper van de Parijse tram
- Louis Couyba (1845-1909), auteur
- Gaston Carrère (1877-1936), senator en burgemeester
- Louis Dollot (1915-1997), diplomaat en auteur
- Pierre Fournier alias Pierre Gascar (1916-1997), auteur en winnaar van de prix Goncourt